# Isole Skellig
Le Isole Skellig (Skellig Islands o Skellig Rocks, talvolta abbreviato Skelligs, in inglese; Oiléain na Sceilig in gaelico irlandese ) sono due piccoli isolotti impervi al largo delle coste del Kerry, contea sud-occidentale della Repubblica d'Irlanda.
La più piccola, la prima che si incontra imbarcandosi dalla terraferma irlandese, è Little Skellig ("piccola Skellig"), da sempre disabitata e incontaminata, vero e proprio santuario per numerosissime specie di uccelli marini che vi nidificano.
Subito dopo invece è situato il famoso isolotto di Skellig Michael o Great Skellig, la più grande delle due e senza dubbio la più importante: sulle pendici degli speroni rocciosi di Skellig Michael infatti è situato un monastero medievale protetto dal 1996 dall'UNESCO come Patrimonio dell'umanità.
La parola "skellig" deriva dal gaelico irlandese Sceilig che significa "roccia".
Le isole sono state fonte d'ispirazione per il pianeta di Ahch-To nella trilogia sequel di Star Wars e per l'arcipelago delle Isole Skellige nella saga di Geralt di Rivia.

## Le isole

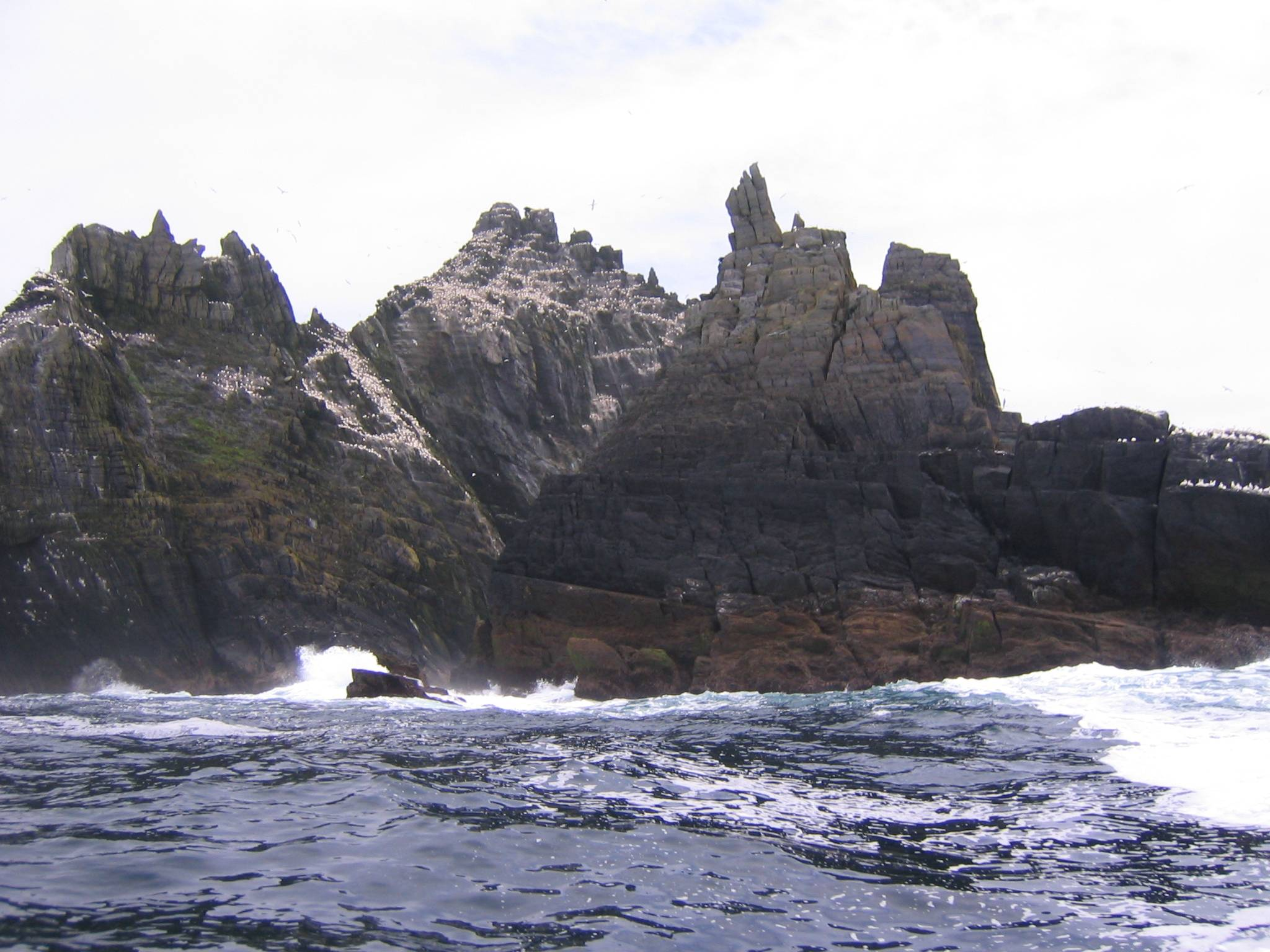
Little Skellig
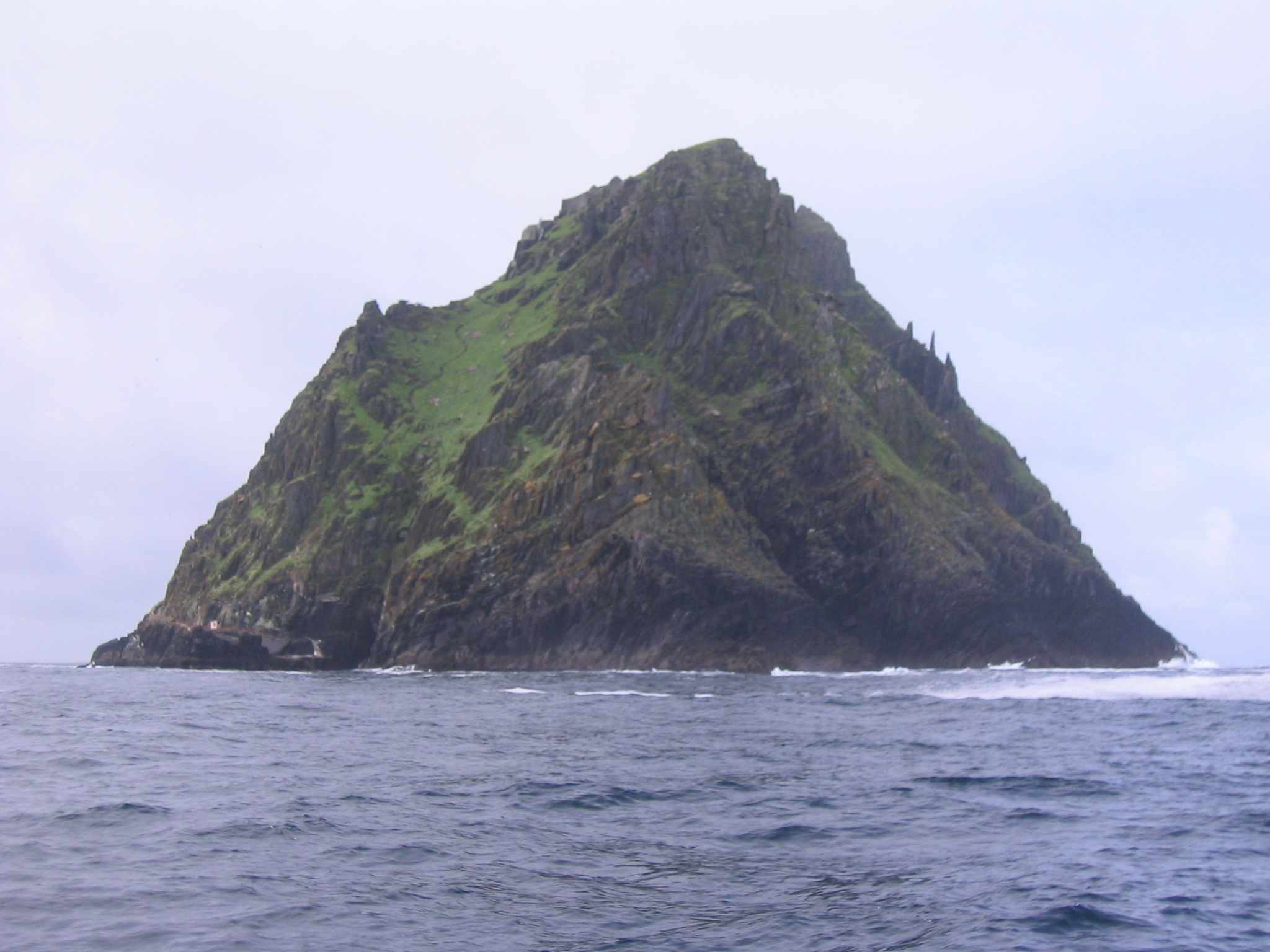
Great Skellig